# The rainbow mirrors a burning heart
The rainbow mirrors a burning heart is een album van Dirk Serries uitgegeven onder de naam Fear Falls Burning. De eerste twee tracks van het album waren in 2005 al uitgegeven in een beperkte oplage van 300 stuks op langspeelplaat via Auf Abwegen. Het is een (gedeeltelijke) registratie van een concert gegeven op 13 oktober 2005 in de Kulturbunker Mulheim te  Keulen. De derde track is een geluidsstudio-opname uit hetzelfde jaar. Er zit dan ook weinig verschil in de muziek; deze bestaat uit voor Serries’ doen lichte ambient, waarbij minieme verschillen in timbre zijn verwerkt. Dat wordt bereikt door onder andere distortion, drones en muren van geluid. De hoes is van Martina Verhoeven.

## Musici
- Dirk Serries – elektrische gitaar (Les Paul Standard) en apparatuur

## Muziek
Op het album worden de tracks 1 en 2 simpelweg aangeduid met de respectievelijke tijdsduur.

| Nr. | Titel                                        | Duur  |
| --- | -------------------------------------------- | ----- |
| 1.  | the rainbow mirrors a burning heart ; deel 1 | 18:08 |
| 2.  | the rainbow mirrors a burning heart ; deel 2 | 19:12 |
| 3.  | i dreamed this mortal part of mine           | 30:00 |